# Bränd (film, 2018)
Bränd (버닝 Beoning) är en sydkoreansk dramafilm från 2018 i regi av Lee Chang-dong, med Yoo Ah-in, Steven Yeun och Jun Jong-seo i huvudrollerna. Den handlar om tre unga människor och en udda hobby: att bränna ned växthus. Filmen bygger löst på Haruki Murakamis novell "Att bränna lador" från samlingen Elefanten som gick upp i rök och andra berättelser.
Filmen hade premiär i huvudtävlan vid filmfestivalen i Cannes 2018. Den vann FIPRESCI-priset i Cannes.

## Medverkande
- Yoo Ah-in som Jong-soo
- Steven Yeun som Ben
- Jun Jong-seo som Hae-mi